# OHA OHA アニキ
『OHA OHA アニキ』（オハオハアニキ）は、2016年10月14日未明（13日深夜）から2018年3月30日（29日深夜）までテレビ東京で放送されていた情報番組。

## 概要
『おはスタ』の放送開始20周年記念で深夜版として放送。かつておはスタを観ていた"元"小学生の「アニキ」達に向け、当時流行っていたホビーなどを紹介する。MCは『おはスタ』初代MCの山寺宏一が担当。その週のテーマを紹介する「OHAプレゼンター」は、かつておはスタにレギュラー出演していたタレントも登場する。

## コーナー
- OHA OHA トーク
  - OHAプレゼンターが提案する「ドハマりテーマ」について取り上げる。また、より深掘りするために「爆アツ!アニキーワード」が提示され、より絞った内容を紹介する。回によっては、テーマについてより詳しく解説するOHAゲストも出演する。なお、「OHA OHA トーク」というコーナー名は報道向けに発表されたもの[1][2]で、番組内では使用されていない。
- ホビーNow&Then
  - 第1回から第25回まで放送。懐かし目のホビー等と、その現代版に相当する商品を紹介する。出演は主にアシスタントで、コーナー進行は「ホビーの神」を自称するナレーター（花江・小野・森久保）が行う。
- 怪人ゾナーのホビーの穴
  - 第26回から放送。「ホビーNow&Then」と同様のホビー紹介コーナー。内容的にも同様だが、古いホビーを紹介する要素はなくなり、なぞなぞが出題されるようになった。なお、松風雅也がナレーションを担当した回は、「おはスタ番長のホビーの穴」のタイトルになる。
- どないなっとんねん!
  - 第27回から放送。「OHA OHA トーク」の最後に行われる事がある。その回のドハマりテーマが現在はどうなっているかをアシスタントが紹介する。タイトルは担当するアシスタントによって変動する。

## 出演者
☆…『おはスタ』に出演したことがある。
○…『おはコロポップ』に出演したことがある。

### MC
- 山寺宏一☆[4]
  - 『おはスタ』のスーパーレジェンドであり、初代MCでもある。

### アシスタント
- 木下百花 - 2017年9月までNMB48
  - 番組内では「キノモン」と呼ばれる。
- 三田麻央 - NMB48
- 佐武宇綺 - 9nine
  - 木下と三田が両者とも出演出来ない回に代理で出演。
- 林愛夏 - ベイビーレイズJAPAN
  - 同上。
- 岡田ロビン翔子 - チャオ ベッラ チンクエッティ
  - 48回で初登場。
- 村田寛奈 - 9nine
  - 53回のホビーの穴で初登場。アシスタントとしては56・57回に登場。
- 角谷暁子 - テレビ東京アナウンサー
  - 64・65回に登場。

### OHAプレゼンター
- 岩井勇気 - ハライチ ☆
- 松風雅也 - 声優
- 中川翔子 - 歌手・タレント ☆
- 山本博 - ロバート ☆
- 有野晋哉 - よゐこ☆
- 三四郎
  - 小宮浩信
  - 相田周二
- アンガールズ ☆
  - 田中卓志 ☆
  - 山根良顕 ☆
- キンタロー。 - お笑い芸人
- パンサー
  - 尾形貴弘
  - 菅良太郎
  - 向井慧
- 流れ星
  - ちゅうえい○
  - 瀧上伸一郎
- 森久保祥太郎 - 声優
- 秋山竜次 - ロバート☆

### ナレーター
- 花江夏樹☆
  - 『おはスタ』の二代目MCである。第12回を除く第24回以前の奇数回を担当。
- 小野友樹☆
  - 同じく『おはスタ』二代目MC。第13回を除く第24回以前の偶数回を担当。ナレーター担当者の中で唯一、OHAプレゼンターとして出演しなかった。
- 森久保祥太郎
  - 第38・52・53・64回を除く第25回以降を担当。
- 松風雅也
  - 第38・52・53・64回を担当。

## スタッフ
- 企画：久保雅一（小学館）、島村優子（2017年5月19日 - 、以前はプロデューサー）（小学館集英社プロダクション）
- 構成：安部裕之、大西右人
- CG：小学館M&Dエンタテインメント
- 音効：金明美
- 編集：麻布プラザ（2017年4月7日 - ）
- MA：Rays studio（以前は編集・MA）
- 技術協力：港家
- メイク：大宅理絵
- スタイリスト：佐藤英恵
- ディスプレイ協力：謎の店
- AP：沼越有加（2017年5月19日 - 、以前はプロジェクトサポート）（小学館集英社プロダクション）、河原塚晃芳（2017年12月15日 - ）、作美彩香（2017年4月7日 - ）
- AD：高田裕治、川口将平
- ディレクター：田中洋右、林隆一朗、福井宏和
- 制作P：鬼頭ちあき（2018年2月2日 - ）
- プロジェクトサポート：神戸明花・石井さくら・山田成彦（山田→2017年5月26日 - ）（小学館集英社プロダクション）
- プロデューサー：中島公健、伊達恵介／福田剛士・村椿拓郎（村椿→2017年5月19日 - ）（小学館集英社プロダクション）
- 制作協力：Wood's Office（以前は制作）
- 制作：小学館集英社プロダクション（以前は制作協力）
- 製作：テレビ東京、PROTX

### 過去のスタッフ
- 総合演出：笠井秀樹
- アドバイザー：吉川スミス
- 資料協力：大西祥平
- アシスタントプロデューサー→AP：齋藤杏子（2017年1月6日 - ）、坂本知奈美（2017年5月19日 - 12月8日）
- AD：岡田俊介
- ディレクター：笹岡亮二・小野哲司・羽生千詠美（隔週）／髙橋慎、小島和也
- 制作P：岩井一見、谷口晶子（谷口→2017年4月7日 - 2018年1月26日）
- プロデューサー：栗田勝昭／盛武源（小学館集英社プロダクション）

## 放送局
| 放送地域   | 放送局     | 放送期間                       | 放送日時                     | 放送系列       | 備考   |
| ---------- | ---------- | ------------------------------ | ---------------------------- | -------------- | ------ |
| 関東広域圏 | テレビ東京 | 2016年10月14日 - 2018年3月30日 | 金曜 2:05 - 2:35（木曜深夜） | テレビ東京系列 | 製作局 |